# Красная Сибирь (Новосибирская область)
Кра́сная Сиби́рь — село в Кочковском районе Новосибирской области России. Административный центр и единственный населённый пункт Красносибирского сельсовета.

## География
Площадь села — 314 гектаров.

## История
Деревня Красно-Сибирская основана в 1925 году. По переписи 1926 года проживало 3052 человека, в том числе 1518 мужчин и 1534 женщины, основное население — русские. В 1928 году состояла из 497 хозяйств. В деревне действовала лавка общества потребления. В административном отношении являлась центром Красно-Сибирского сельсовета Кочковского района Каменского округа Сибирского края.

## Население
| 2002  | 2007  | 2010  | 2012  | 2013  | 2014  | 2015  |
| ----- | ----- | ----- | ----- | ----- | ----- | ----- |
| 1197  | ↗1245 | ↘1082 | ↘1079 | ↗1084 | ↗1114 | ↘1110 |
| 2016  | 2017  | 2018  | 2019  | 2020  | 2021  |       |
| ↘1091 | ↘1069 | ↗1073 | ↘1070 | ↘1054 | ↘1047 |       |

## Улицы
| - ул. Кирова, - ул. Коммунистическая, - ул. Комсомольская, - ул. Мичурина, | - ул. Октябрьская, - пер. Октябрьский, - ул. Первомайская, - ул. Покрышкина, | - ул. Сибирская, - ул. Телевышка, - ул. Школьная, - ул. Юбилейная. |

## Инфраструктура
В селе по данным на 2007 год функционируют 1 учреждение здравоохранения и 2 учреждения образования.